# 最美
《最美》（日语：一番美しく）是日本導演黑澤明的第二部作品，1944年出品，片長85分鐘。

## 內容概要
片中敘述第二次世界大戰末期，年輕女孩投身於女子挺身隊，在工廠裡為日本軍製作軍需用品，而片名「最美」就是指她們愛國熱血、氣概不輸男性的形象。其實本片是一部日語裡所謂的「國策映畫」，因應戰爭時期鼓勵人心而作。不過這部片子另外出名的是，女主角之一的矢口陽子在殺青後的翌年嫁給黑澤明，並且從此息影。

## 工作人員
- 企畫：伊藤基彥
- 製作：宇佐美仁
- 導演：黑澤明
- 助理導演：宇佐美仁
- 劇本：黑澤明
- 攝影：小原讓治
- 音樂：鈴木靜一
- 美術：安部輝明
- 錄音：菅原亮八
- 調音：下永尚
- 燈光：大沼正喜
- 鼓笛隊指導：井内久
- 照相：秦大三

## 演員名單
- 石田五郎：志村喬
- 吉川莊一：清川莊司
- 真田健：菅井一郎
- 水島德子：入江鷹子
- 渡邊鶴：矢口陽子
- 谷村百合子：谷間小百合
- 山崎幸子：尾崎幸子
- 西岡房枝：西垣靜子
- 鈴村淺子：鈴木明子
- 小山正子：登山晴子
- 廣田時子：增愛子
- 二見和子：人見和子
- 山口久江：山口靜子
- 岡部須惠：河野糸子
- 服部敏子：羽島敏子
- 島千惠：嶺惠美子
- 須田美惠子：須藤美令子
- 川井春子：三井春子
- 豐田實：豐原實
- 白山好子：平山榮子
- 三島清：山下春枝
- 阪東峰子：萬代峰子
- 宮崎靜江：宮川五十鈴
- 鮎川道子：相川路子
- 佐藤照子：加藤照子
- 鼓笛隊老師：河野秋武
- 工寮管理員：橫山運平
- 鈴村之父：真木順